# ビアラホス
ビアラホス（英語: Bialaphos）は、放線菌Streptomyces hygroscopicus およびStreptomyces viridochromogenesによって生成される天然の除草剤。 ビアラホスはプロトキシンで、無毒である。 植物によって代謝されると、グルタミン酸 アナログであるグルホシネートが放出され、グルタミンシンテターゼが阻害される。これは、アンモニウムの蓄積と一次代謝の破壊をもたらす。  
ビアラホスは、2つのアラニン残基とグルホシネートで構成され、植物の選択マーカーとして一般的に使用されている。 耐性プラスミドには、 pGreen II 0229およびpGreenII 0229 62-SKが含まれる。 pGreenII 0229は、pGreenII 0000に由来し、nos- bar カセットは左ボーダーのHpaI部位に挿入されて、植物形質転換選択時ビアラホスまたはホスフィノスリシンに対する耐性を付与する。 pGreenII 0229 62-SKはpGreenII 0229に由来し、LacZブルーホワイトセレクションは、35S過剰発現カセットへの目的遺伝子の挿入を可能にする35S- MCS - CaMVカセットに置き換えられた。  